# Denis Auroux
Pour les articles homonymes, voir Auroux.
Denis Auroux (né en avril 1977 à Lyon) est un mathématicien français.

## Carrière
Auroux est reçu en 1993 à l'École normale supérieure. En 1994, il obtient une licence et une maîtrise en mathématiques à l'université Paris-Diderot (Paris 7). En 1995, il obtient une licence de physique à l'université Pierre-et-Marie-Curie (Paris 6) et passe l'agrégation. En 1995, il obtient un diplôme d'études approfondies (DEA)  en mathématiques à l'université Paris-Sud avec une thèse sur les invariants de Seiberg-Witten des variétés symplectiques. En 1999, il obtient son doctorat à l'École polytechnique sous la direction de Jean-Pierre Bourguignon et Mikhaïl Gromov avec une thèse intitulée Théorèmes de structure des variétés symplectiques compactes via des techniques presque complexes. En 2003, il soutient son habilitation à l'université Paris-Sud avec un mémoire sur les Techniques approximativement holomorphes et les invariants de monodromie en topologie symplectique.
Auroux est post-doctorant au Massachusetts Institute of Technology en tant que Moore Instructor de 1999 à 2002 ; il devient ensuite professeur assistant en 2002, professeur associé en 2004 (titulaire en 2006) et professeur en 2009 (en congé de 2009 à 2011), toujours au MIT. De 2009 à 2018, il est professeur à l'université de Californie à Berkeley. Depuis l'automne 2018, il est professeur Herchel Smith à l'université Harvard.
Ses recherches portent sur la géométrie symplectique, la topologie en petite dimension et la symétrie miroir,.

## Prix et distinctions
En 2002, il est chargé du cours Peccot du Collège de France. En 2005, il obtient une bourse de recherche Sloan. Il est conférencier invité en 2010 au Congrès international des mathématiciens à Hyderabad (Fukaya Categories and border Heegaard-Floer Homology) et conférencier invité en 2004 au congrès européen de mathématiques à Stockholm.

## Publications (sélection)
- Denis Auroux, « Symplectic 4-manifolds as branched coverings of {\displaystyle \mathbb {CP} ^{2}} », Inventiones Mathematicae, vol. 139, no 3,‎ 2000, p. 551–602 (DOI 10.1007/s002220050019)
- Denis Auroux et Ludmil Katzarkov, « Branched coverings of {\displaystyle \mathbb {CP} ^{2}} and invariants of symplectic 4-manifolds », Inventiones Mathematicae, vol. 142, no 3,‎ 2000, p. 631–673 (DOI 10.1007/PL00005795)
- Denis Auroux, Simon K. Donaldson et Ludmil Katzarkov, « Singular Lefschetz pencils », Geometry & Topology, vol. 9, no 2,‎ 2005, p. 1043–1114 (DOI 10.2140/gt.2005.9.1043)
- Denis Auroux, Ludmil Katzarkov et Dmitri Orlov, « Mirror symmetry for del Pezzo surfaces: Vanishing cycles and coherent sheaves », Inventiones Mathematicae, vol. 166, no 3,‎ 2006, p. 537–582 (DOI 10.1007/s00222-006-0003-4, arXiv math/0506166)
- Denis Auroux, Ludmil Katzarkov et Dmitri Orlov, « Mirror Symmetry for Weighted Projective Planes and Their Noncommutative Deformations », Annals of Mathematics, vol. 167, no 3,‎ 2008, p. 867–943 (DOI 10.4007/annals.2008.167.867e)
- Denis Auroux et Ivan Smith, « Lefschetz pencils, branched covers and symplectic invariants », dans Fabrizio Catanese et Gang Tian, Symplectic 4-manifolds and algebraic surfaces (Cetraro, 2003), Springer, coll. « Lecture Notes in Mathematics » (no 1938), 2008 (ISBN 978-3-540-78278-0 et 978-3-540-78279-7, DOI 10.1007/978-3-540-78279-7_1, arXiv math/0401021), p. 1-53
- Denis Auroux, « Special Lagrangian fibrations, wall-crossing, and mirror symmetry », Surveys in Differential Geometry, vol. 13,‎ 2009, p. 1–47 (DOI 10.4310/SDG.2008.v13.n1.a1, arXiv 0902.1595)
- Denis Auroux, « A Beginner’s Introduction to Fukaya Categories », dans Bourgeois F., Colin V., Stipsicz A. (éditeurs), Contact and Symplectic Topology., Springer, Cham, coll. « Bolyai Society Mathematical Studies » (no 26), 2014 (DOI 10.1007/978-3-319-02036-5_3, arXiv 1301.7056), p. 85-136
- Mohammed Abouzaid, Denis Auroux, Alexander I. Efimov et Ludmil Katzarkov, « Homological mirror symmetry for punctured spheres », Journal of the American Mathematical Society, vol. 26, no 4,‎ 2013, p. 1051–1083 (DOI 10.1090/S0894-0347-2013-00770-5, arXiv 1103.4322)

## Culture populaire
Denis Auroux est connu de la communauté vidéoludique de Need For Speed, pour ses implications dans la création des outils T3ED et FSHTool, des outils de modification qu'Electronic Arts a utilisés pour créer divers circuits et conversions de fichiers dans les premiers jeux de la série. Ils sont aujourd'hui toujours maintenus par des fans et le code source est ouvert.
Il est par ailleurs l'auteur du logiciel libre Xournal pour la prise de notes sur tablette et l'annotation de fichiers pdf, dont le fork Xournal++ est toujours développé.